# Orden de la Concordia
La Orden de la Concordia fue una orden militar que la historiografía afirma que fue fundada por Fernando III de Castilla en el año 1261, aunque ese monarca falleció en 1251, y el supuesto año de su fundación reinaba Alfonso X de Castilla. Otras fuentes aseguran que fue fundada por Fernando II de Castilla en el mismo año de 1261, cuando el reinado de ese monarca finalizó en el año 1188.
Su objeto era perpetuar la memoria de la conquista de Granada a los árabes. Apenas quedan noticias de una institución que fue olvidada hace siglos.
El número de caballeros admitidos se limitó a 154.[cita requerida]